# はじまりのピリオド
「はじまりのピリオド」は、日本のロックバンド・Thinking Dogsの楽曲。作詞は大輝、作曲はわちゅ〜が担当した。2021年3月7日に配信限定シングルとしてSony Recordsから発売された。

## 背景とリリース
Thinking Dogs初の配信シングル。
2021年11月17日発売の10thシングル『エキストラ』のカップリング曲として収録される予定。

## メディアでの使用
はじまりのピリオド
乃木坂46・櫻坂46・日向坂46 出演 ひかりTV・ひかりTV for docomo・dTVチャンネル ドラマ『ボーダレス』の主題歌。

## 収録内容
| #  | タイトル               | 作詞 | 作曲     | 編曲             | 時間 |
| -- | ---------------------- | ---- | -------- | ---------------- | ---- |
| 1. | 「はじまりのピリオド」 | 大輝 | わちゅ〜 | わちゅ〜、Huge M | 3:30 |